# Zwarte duiker
De zwarte duiker (Cephalophorus niger)  is een zoogdier uit de familie van de holhoornigen (Bovidae). De wetenschappelijke naam van de soort werd voor het eerst geldig gepubliceerd door Gray in 1846.

## Voorkomen
De soort komt voor in de regenwouden van Ivoorkust, Ghana, Guinee, Liberia, Nigeria, Sierra Leone en Togo.